# Ґеча
Ґеча (словац. Geča) — село в окрузі Кошиці-околиця Кошицького краю Словаччини. Площа села 5,48 км². Станом на 31 грудня 2016 року в селі проживало 1707 жителів.

## Історія
Перші згадки про село датуються 1255 роком.

## Населення
| Рік:            | 1994. | 2004.    | 2014.    | 2024.    |
| --------------- | ----- | -------- | -------- | -------- |
| Кількість осіб: | 1295  | 1496     | 1660     | 1898     |
| Різниця:        |       | +15,52 % | +10,96 % | +14,33 % |

| Рік:            | 2023. | 2024.   |
| --------------- | ----- | ------- |
| Кількість осіб: | 1904  | 1898    |
| Різниця:        |       | -0,31 % |